# David Lewis (Heiliger)

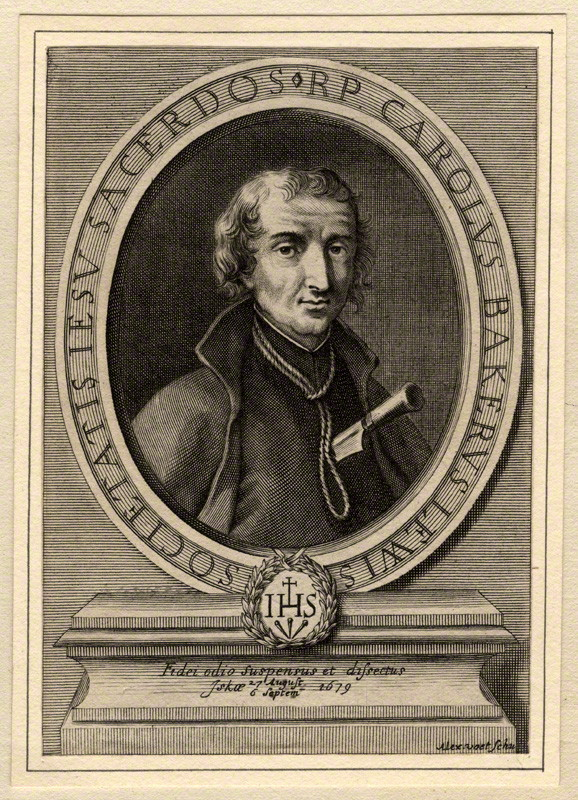
David Lewis, Kupferstich (postum 1683)

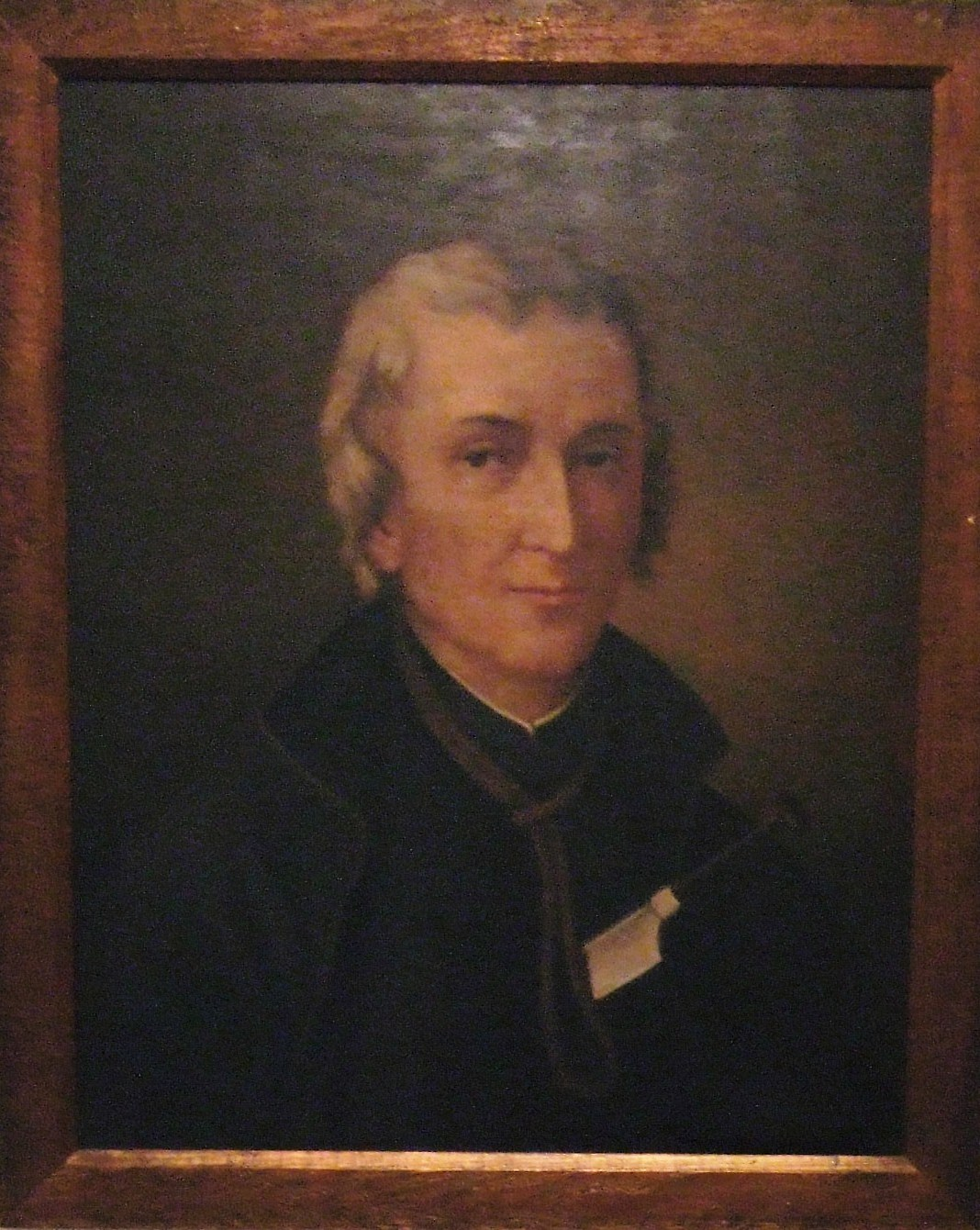
Ölgemälde nach dem Stich, Llantarnam Abbey

David Lewis, Deckname Charles Baker (* 1617 in Abergavenny, Monmouthshire; † 27. August 1679 in Usk), war ein walisischer Jesuit, der während der fiktiven Papisten-Verschwörung im Königreich England hingerichtet wurde. Er zählt zu den 1970 von Papst Paul VI. heiliggesprochenen Vierzig Märtyrern von England und Wales. 

## Leben
David Lewis erhielt seine Schulbildung an der Grammar School von Abergavenny, die sein Vater Morgan Lewis leitete. Seine Mutter war katholisch, David wurde jedoch protestantisch erzogen. Mit 16 Jahren während eines Aufenthalts in Paris, nach anderen Angaben mit 19 unter dem Einfluss eines Onkels, der Jesuit war, konvertierte er zur katholischen Kirche. Ab 1638 studierte er am Englischen Kolleg in Rom. 1642 empfing er die Priesterweihe. 1644 trat er in das Noviziat der Jesuiten bei Sant’Andrea al Quirinale ein. Nach einem ersten Missionsauftrag in England wurde er 1647 Spiritual des Englischen Kollegs in Rom, kehrte jedoch 1648 endgültig in seine Heimat zurück. In Monmouthshire wirkte er 28 Jahre lang hingebungsvoll in der Seelsorge an den verstreuten Katholiken, die er oft auf nächtlichen Reisen heimlich besuchen musste.
Im Sommer 1678 löste Titus Oates mit seiner erfundenen Papisten-Verschwörung eine Katholikenverfolgungswelle aus. Für die Ergreifung von Priestern, besonders von Jesuiten, setzte das Parlament Belohnungen aus. Lewis wurde von einem falschen Freund denunziert, am 17. November 1678 in Llantarnam verhaftet und in einer Art Triumphzug nach Abergavenny gebracht. Dort wurde er als prätendierter Bischof von Llandaff, der die Rekatholisierung im Schilde führe, zur Schau gestellt. In Monmouth und Usk wurde ihm der Prozess gemacht. Zwar konnte ihm die Mitwirkung an einer papistischen Verschwörung nicht nachgewiesen werden, aber allein die Tatsache, dass er im Ausland die römischen Weihen empfangen hatte, danach ins Königreich England zurückgekehrt war und dort die Messe zelebriert hatte, wurde ihm in Anwendung eines Gesetzes aus der Zeit Elisabeths I. als Hochverrat angerechnet. Er wurde nach London gebracht und Oates und seinen Leuten gegenübergestellt. Durch Apostasie und die Nennung von Mitverschwörern hätte er sein Leben retten können, aber er weigerte sich. Daraufhin wurde er nach Usk zurückgebracht und dort erhängt und gevierteilt.

## Seligsprechung und Heiligsprechung
Der Kanonisationsprozess für David Lewis wurde 1886 eingeleitet. Am 15. Dezember 1929 vollzog Pius XI. die Seligsprechung. Die Heiligsprechung der Vierzig Märtyrer von England und Wales durch Paul VI. erfolgte am 25. Oktober 1970 im Petersdom.